# Ciné Neerwaya
Ciné Neerwaya est une salle de projection cinématographique située a Ouagadougou la capitale du Burkina Faso crée en 1986  .

## Historique
En 1986, Thomas Sankara, alors président du Burkina Faso, charge l'entrepreneur Frank-Alain Kaboré  de construire un cinéma en un an pour le FESPACO. Le festival menaçait de quitter Ouagadougou faute d'infrastructures adéquates, le ciné Neerwaya a donc été crucial pour le maintenir dans la capitale burkinabé. La construction a été un défi logistique, avec un chantier ouvert 24h/24 et l'importation de matériel d'Angleterre. Frank-Alain Kaboré est devenu exploitant du cinéma après que l'État n'ait pas pu le rembourser. Le ciné Neerwaya est devenu un symbole de la culture et du cinéma burkinabè.

## Descriptions
Le Ciné Neerwaya est un salle de cinéma située a Ouagadougou, au Burkina Faso . C'est un lieu où l'on peut découvrir des films, allant des blockbusters internationaux aux productions locales, et participer à des événements culturels et des festivals de cinéma. Le Ciné Neerwaya est connu pour son ambiance conviviale et son engagement à promouvoir le cinéma africain. 

## Programmations
La programmation de Ciné Burkina varie selon les périodes de l’année. On y retrouve :
des films burkinabè, récents et classiques ;des productions africaines dans le cadre de festivals ou de programmes de diffusion panafricains ;quelques films internationaux, souvent francophones.

## Importance culturelle
le Ciné Neerwaya n'est pas seulement une salle de cinéma, mais un véritable pôle culturel qui participe à la valorisation de l'identité burkinabè et à la promotion de la création cinématographique africaine. 